# Bảng mẫu tự ngữ âm quốc tế mở rộng
Bảng mẫu tự ngữ âm quốc tế mở rộng (thường được viết tắt là extIPA /ɛkˈstaɪpə/) là tập hợp các chữ cái và dấu phụ được đưa ra bởi Hiệp hội Ngữ âm và Ngôn ngữ học Lâm sàng Quốc tế nhằm mục đích phiên âm giọng nói rối loạn bằng cách tăng cường bảng mẫu tự ngữ âm quốc tế. Một số ký tự được dùng để phiên âm các đặc điểm của giọng nói thường trong phiên âm IPA và được chấp nhận bởi Hiệp hội Ngữ âm Quốc tế.
Vào năm 2015, extIPA đã được sửa đổi và mở rộng; các ký tự mới được thêm vào Unicode vào năm 2021.